# Бельчос, Джордан
Джордан Бельчос (англ. Jordan Belchos; род. 22 июня 1989 года, Торонто, Канада) — канадский конькобежец; Участник зимних Олимпийских игр 2018 и 2022 года, 3-кратный серебряный и бронзовый призёр чемпионата мира, 9-кратный чемпион и 16-кратный призёр чемпионата Канады. Выступал за клуб "Markham".

## Биография
Джордан Бельчос родился в районе Скарборо, что находится в восточной части города Торонто. С девятилетнего возраста начал кататься на роликовых коньках в Торонто, а с 12 лет на ледовых коньках. Он играл в хоккей в амплуа левого нападающего. В 2005 году стал участником национальной спортивной программы Канады «Team Own’s Podium» и начал профессионально заниматься шорт-треком, но вскоре перешёл в конькобежный спорт.. В 17 лет он переехал на запад, в Калгари, где тренировался на Олимпийском овале.
В сезоне 2006/07 Бельчос  выиграл многоборье на дебютном чемпионате Канады среди юниоров и участвовал на чемпионате мира среди юниоров в Инсбруке. В сезоне 2007/08 стартовал на взрослом Национальном чемпионате. Через год впервые участвовал на Кубке мира в дивизионе "В" и стал 2-м на дистанции 10 000 м на Канадском чемпионате. В 2010 году занял 2-е место в забеге на 5000 м на чемпионате Северной Америки в Солт-Лейк-Сити. В 2011 году Бельчос стал впервые чемпионом Канады в забеге на 10 000 м и чемпионом Северной Америки в беге на 5000 м.
В 2012 году он дебютировал на чемпионатах мира в классическом многоборье и на отдельных дистанциях. В феврале 2013 года на чемпионате мира на отдельных дистанциях занял лучшее 7-е место в командной гонке. Он получил сотрясение мозга в результате аварии на велосипеде в июне 2013 года, что повлияло на его подготовку в межсезонье. Джордан восстановился вовремя и выступил на Канадском олимпийском отборе в октябре того же года, но не смог квалифицироваться. Ему не хватило всего 0,16 сек в забеге на 10 000 м.
Первая медаль на международных соревнованиях высшего уровня под эгидой ИСУ в активе Бельчоса была получена на чемпионате мира на отдельных дистанциях 2015 года, проходившем в голландском городе Херенвен. 13 февраля на ледовой арене Тиалф во время командной гонки среди мужчин канадские спортсмены финишировали вторыми с итоговым результатом 3:44.09 (+2.69). Первенство забега досталось голландским конькобежцам (3:41.40), а третье место команде из Южной Корее (3:44.96 (+3.56)).
Бельчос участвовал в соревнованиях на роликовых коньках на Панамериканских играх 2015 года в Торонто, где завоевал бронзу в дистанции 10 000 м по очкам. В сезоне 2015/16 он впервые завоевал золотую медаль на Кубке мира в командной гонке. На чемпионате мира на отдельных дистанциях 2016 года, 12 февраля в Коломне Бельчос с партнёрами завоевал бронзовую медаль в командной гонке. В 2017 году стал в командной гонке 4-м на чемпионате мира в Канныне.
На зимних Олимпийских играх 2018 года Джордан Бельчос был заявлен для участия в забеге на 10 000 м и командной гонке. 15 февраля 2018 года на Олимпийском Овале Каннына в забеге на 10 000 м он финишировал с результатом 12:59.51 (+19.74). В итоговом зачёте Джордан занял 5-е место. 21 февраля в командной гонке преследования канадские конькобежцы финишировали первыми в финале D с результатом 3:42.16. В итоговом зачёте они заняли 7-е место.
На чемпионате мира в Инцелле в 2019 году в командной гонке он занял 5-е место, а в беге на 5000 м - 9-е место. На Кубке мира в Нагано в сезоне 2019/20 Бельчос впервые завоевал золото в масс-старте, а следом на февральском чемпионате мира в Солт-Лейк-Сити выиграл серебро в масс-старте со временем 7:39,79 сек, уступив только голландцу Йорриту Бергсме. Следующую медаль он выиграл через год на чемпионате мира в Херенвене, где завоевал бронзу в командной гонке.
В сезоне 2021/22 после нескольких призовых мест в командной гонке на Кубке мира Бельчос участвовал на своих вторых зимних Олимпийских играх в Пекине. 15 февраля на Национальном конькобежном овале Пекина в командной гонке занял 5-е место, а 19 февраля в масс-старте стал 13-м. В декабре 2022 года на чемпионате четырёх континентов в Квебеке стал третьим в забеге на 5000 м и 4-м в масс-старте. Позже на чемпионате мира в Херенвене занял 17-е место на дистанции 5000 м.
В 2024 году Бельчос на чемпионате мира в Калгари занял 20-е место на дистанции 5000 м.

## Личная жизнь
Джордан Бельчос окончил Университет Калгари на факультете городского планирования. Увлекается велоспортом. Женат на знаменитой канадской конькобежке и шорт-трекистке Валери Мальте.